# Đặng Minh Khiêm
Đặng Minh Khiêm (鄧鳴謙, 1456?-1522?), tự Trinh Dự, hiệu Thoát Hiên, là danh thần và là danh sĩ Việt Nam thời Lê sơ.

## Thân thế
Nguyên quán ông ở huyện Thiên Lộc, nay thuộc tỉnh Hà Tĩnh; sau dời đến ở xã Mạo Phố, huyện Sơn Vi (nay là thôn Mạo Phố, xã Lương Lỗ, huyện Thanh Ba), tỉnh Phú Thọ.
Ông thuộc dòng dõi danh tướng Đặng Tất (1357-1409) và Đặng Dung (1373-1414) thời Hậu Trần. Cha Đặng Minh Khiêm là Đặng Di, đỗ Hoàng giáp năm 1453 dưới triều vua Lê Nhân Tông (ở ngôi: 1442-1459) .

## Sự nghiệp
Năm Đinh Mùi (1487), Đặng Minh Khiêm đỗ Hoàng Giáp dưới triều vua Lê Thánh Tông (ở ngôi: 1460-1497), được bổ chức quan.
Năm Tân Dậu (1501), ông làm Thị thư Viện Hàn Lâm, vâng mệnh đi sứ sang nhà Minh.
Năm Kỷ Tỵ (1509), ông lại được đi sứ sang nhà Minh lần thứ 2. Khi về, ông được thăng chức Tả thị lang bộ Lại, rồi Thượng thư bộ Lễ, kiêm Phó Tổng tài sử quán và coi việc ở cục Chiêu Văn.
Ttong đời vua Lê Chiêu Tông (ở ngôi: 1516-1522), Đặng Minh Khiêm vâng mệnh sửa lại bộ Đại Việt lịch đại sử ký .
Sau ông chạy theo Lê Chiêu Tông vào Thanh Hóa, rồi mất ở Hóa châu, thọ khoảng 66 tuổi .

## Tác phẩm chính
- Giang Tây khúc thuyền thi tập (Tập thơ chèo thuyền ở Giang Tây), làm khi đi sứ, nhưng nay đã thất truyền.
- Việt Giám vịnh sử tập (Tập thơ vịnh sử làm tấm gương soi của nước Việt), còn gọi là Thoát Hiên vịnh sử tập, gồm 3 tập, 125 bài thơ chữ Hán làm theo thể thất ngôn tuyệt cú, vịnh 125 nhân vật (đế vương, tông thất, danh thần, danh nho, tiết nghĩa, v.v...) từ thời Kinh Dương Vương đến thời Hậu Trần. Ngoài thơ vịnh, mỗi nhân vật đều có một tiểu dẫn sơ lược về lai lịch và hành trạng. Trong tập thơ "những chỗ khen, chê, bỏ lấy, đều có ý sâu xa" (Phan Huy Chú), được nhiều danh sĩ xưa coi là một thiên "danh bút" (Phan Huy Chú), là một áng "văn chương kiệt tác" (Lê Quý Đôn), được rất nhiều người truyền tụng (theo Hà Nhậm Đại)[6]. Sau, Tiến sĩ triều Lê là Hà Nhậm Đại (1525-?) đã mô phỏng tập thơ này làm ra tập Lê triều khiếu vịnh thi tập (Tập thơ ca vịnh dưới triều Lê)[7].

## Nhận xét
Giới thiệu Đặng Minh Khiêm trong Lê triều khiếu vịnh thi tập, danh sĩ triều Lê là Hà Nhậm Đại có thơ:
Tiết nghĩa do lai báo tự thiên,
Nhất môn dịch diệp thế tương truyền.
Thị phi công luận chân lương sử,
Đáo xứ nhân giai thuyết Thoát Hiên.
Dịch nghĩa:
Dòng dõi tiết nghĩa được trời đền đáp,
Một nhà kế tiếp vinh hiển, truyền đời nọ sang đời kia.
Công luận về lẽ phải trái, thật là pho sử tốt,
Đến đâu cũng thấy người ta nói về thơ Thoát Hiên.
Trong Lịch triều hiến chương loại chí, danh sĩ triều Nguyễn là Phan Huy Chú cũng có lời ca ngợi ông như sau: 
"Ông (Đặng Minh Khiêm) học vấn rộng rãi, chân chính, khẳng khái, có tiết tháo lớn...Bấy giờ (trong đời vua Lê Chiêu Tông) trong nước lúc đó có nhiều biến cố, ông vẫn nghiêm sắc mặt đứng giữ triều đình, có khí tiết cứng cỏi, không lay chuyển được. Ông lấy hiệu là Thoát Hiên tiên sinh, giữ mình thẳng thắng, không ỷ lại phụ họa với ai. Sau ông biết thời sự không thể làm được, nên mượn sử sách ngâm vinh để tiêu khiển. Văn chương ông thanh nhã, dồi dào, đời vẫn truyền tụng. Ông là người có văn học tiết tháo, là bậc danh nho đầu đời Lê. Sử khen ông là bậc khoa danh. Người ta cho là Đặng Tất, Đặng Dung có con cháu khá" (ý chỉ ông).